# 산호세주 (우루과이)

산호세주의 위치

산호세주(스페인어: Departamento de San José)는 우루과이 남서부에 위치한 주로 주도는 산호세데마요이며 면적은 4,992km2, 인구는 108,309명(2011년 기준)이다. 서쪽으로는 콜로니아주, 북쪽으로는 플로레스주, 동쪽으로는 플로리다주, 카넬로네스주, 몬테비데오주와 접한다.

주기
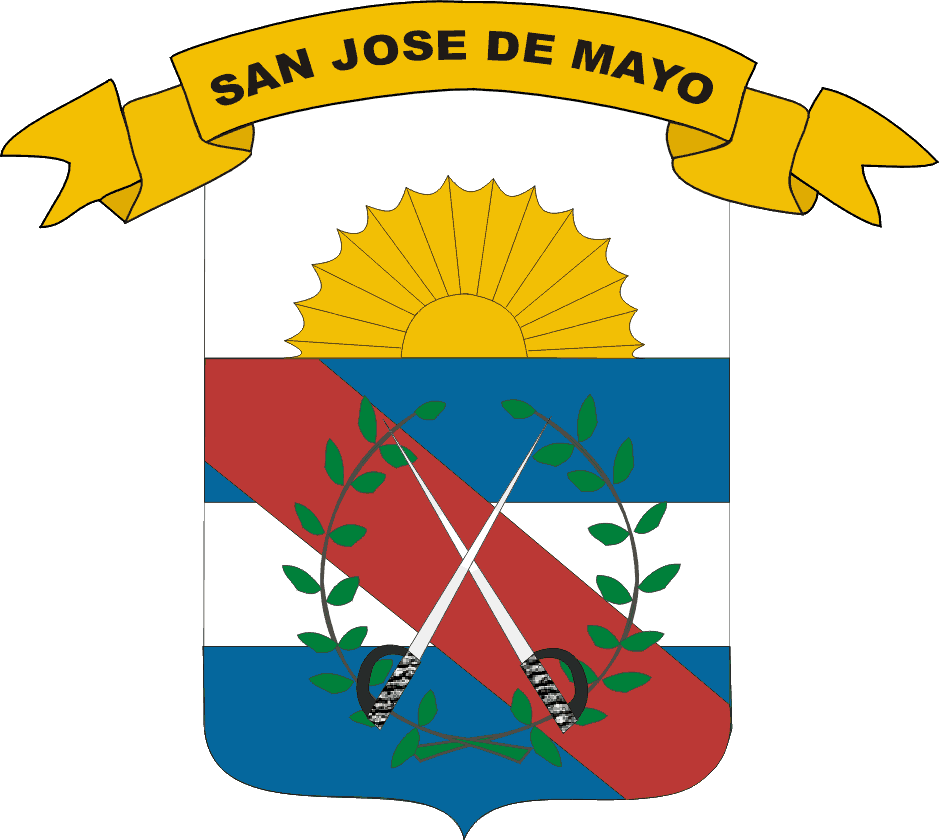
주 문장